# Щерба Тарас Орестович
Тара́с Оре́стович Ще́рба — капітан Збройних сил України, учасник російсько-української війни.

## З життєпису
Закінчив військовий інститут Одеського національного політехнічного університету, командир підрозділу, 24-а механізована бригада. З травня 2014 року в зоні бойових дій.
Арилерист, 11 липня 2014 року потрапив під обстріл біля Зеленопілля. Під час обстрілу поранений, лікарі ампутували ногу. Перебував на лікуванні у Вінницькому військовому шпиталі. За виздоровленням слідкували дружина Марина та брат Володимир.

## Нагороди
За особисту мужність і героїзм, виявлені у захисті державного суверенітету та територіальної цілісності України, вірність військовій присязі під час російсько-української війни
- нагороджений орденом «За мужність» III ступеня (9.4.2015).